# Federico Moleiro
Federico Moleiro (* 18. Februar 1939 in Caracas) ist ein venezolanischer Lyriker.

## Leben
Der Sohn des Komponisten Moisés Moleiro studierte Medizin und absolvierte ein Praktikum am Jackson Memorial Hospital in Miami. Er besuchte Kurse für Elektrophysiologie und Elektrokardiographie am Institut für Tropenmedizin Félix Pifano der Universidad Central de Venezuela und wirkt an der Sektion für Kardiologie des Instituts als Dozent und in der Forschung auf dem Gebiet der Vektorkardiographie.
Seit Anfang der 1960er Jahre veröffentlichte er Gedichte u. a. in der Zeitschrift El Nacional. Seit 1970 erschienen mehrere Lyrikbände.
Moleiros Bruder Moisés Moleiro wurde als Politiker, Philosoph und Historiker bekannt, seine Schwester Carmencita Moleiro als Pianistin.

## Werke
- Orden de silencio, 1970
- Domicilio del tiempo, 1975
- Tres veces el mismo espejo, 1978
- Yo vi sangrar el águila, 1980
- Oscuro fiel, 1983
- Final de fiesta. Antología poética, 1988

| Personendaten    | Personendaten           |
| ---------------- | ----------------------- |
| NAME             | Moleiro, Federico       |
| KURZBESCHREIBUNG | venezolanischer Lyriker |
| GEBURTSDATUM     | 18. Februar 1939        |
| GEBURTSORT       | Caracas                 |